# James Remar
William James Remar (Boston, 31 december 1953) is een Amerikaans acteur. Hij werd in 2007 genomineerd voor een Saturn Award voor het spelen van Harry Morgan in de televisieserie Dexter. Hiervoor werd hij in 2009 samen met de gehele cast ook genomineerd voor een Screen Actors Guild Award.
Remars acteercarrière begon in 1978. Hij verscheen dat jaar eenmalig als naamloze politieagent in de televisieserie The Incredible Hulk en hij maakte zijn filmdebuut als Larson in On the Yard. Sindsdien was Remar te zien in meer dan 55 films, meer dan zeventig inclusief televisiefilms. Daarnaast speelde hij ook wederkerende personages in meer dan tien televisieseries. Doorgaans waren dit personages die twee tot vijf afleveringen verschenen, maar Remar had ook aanmerkelijk grotere rollen zoals in Total Security en als Samantha Jones' (Kim Cattrall) vriend Richard Wright in Sex and the City. Sinds oktober 2006 speelt hij Harry Morgan in Dexter.
Remar speelde in zijn carrière personages van uiteenlopend allooi. Waar hij bijvoorbeeld in Cruising (1980) een homoseksueel vertolkte, speelt hij in Sex and the City een rokkenjager met wisselende contacten. In The Girl Next Door is zijn personage een producent van pornofilms en in 48 Hrs. dan weer een gewelddadige overvaller.
Remar is getrouwd en vader van twee kinderen.

## Filmografie
*Exclusief vijftien televisiefilms
| - Megalopolis (2024) - Oppenheimer (2023) - Persecuted (2014) - Lap Dance (2014) - National Lampoon Presents: Surf Party (2013) - Horns (2013) - Django Unchained (2012) - All Superheroes Must Die (2011) - Arena (2011) - Setup (2011) - Transformers: Dark of the Moon (2011, stem) - X-Men: First Class (2011) - The FP (2011. stem) - RED (2010) - Gun (2010) - Endless Bummer (2009) - 2B (2009) - The Unborn (2009) - Pineapple Express (2008) - Ratatouille (2007, stem) - Blade: Trinity (2004) - The Girl Next Door (2004) - Duplex (2003) - 2 Fast 2 Furious (2003) - Betrayal (2003) - Fear X (2003) - Down with the Joneses (2003) - Guardian (2001) - Dying on the Edge (2001) - Hellraiser: Inferno (2000) - What Lies Beneath (2000) - Blowback (2000) - Double Frame (2000) - Rites of Passage (1999) - Born Bad (1999) - Psycho (1998) - Mortal Kombat: Annihilation (1997) | - Robo Warriors (1996) - The Phantom (1996) - The Quest (1996) - One Good Turn (1996) - Wild Bill (1995) - Judge Dredd (1995) - Across the Moon (1995) - Boys on the Side (1995) - Exquisite Tenderness (1995) - Miracle on 34th Street (1994) - Renaissance Man (1994) - Confessions of a Hitman (1994) - Blink (1994) - Fatal Instinct (1993) - Die Tigerin (1992) - Wedlock (1991) - White Fang (1991) - Strangers (1991) - Fatal Charm (1990) - Tales from the Darkside: The Movie (1990) - Drugstore Cowboy (1989) - Zwei Frauen (1989) - The Dream Team (1989) - Rent-a-Cop (1987) - Quiet Cool (1986) - Band of the Hand (1986) - The Clan of the Cave Bear (1986) - The Cotton Club (1984) - 48 Hrs. (1982) - Partners (1982) - Windwalker (1981) - The Long Riders (1980) - Cruising (1980) - The Warriors (1979) - Blond Poison (1979) - On the Yard (1978) |

## Televisieseries
*Exclusief eenmalige gastrollen
- The Legend of Korra - stem Tonraq (2013-2014, veertien afleveringen)
- Wilfred - Henry (2013-2014, vijf afleveringen)
- Beware the Batman - stem Silver Monkey (2013-2014, drie afleveringen)
- Grey's Anatomy - Jimmy Evans (2013-2014, zes afleveringen)
- Dexter - Harry Morgan (2006-2013, 96 afleveringen)
- Ben 10: Ultimate Alien - Vilgax (2011-2012, vijf afleveringen)
- Batman: The Brave and the Bold - stem Two-Face (2009-2010, twee afleveringen)
- The Vampire Diaries - Giuseppe Salvatore (2010, twee afleveringen)
- Ben 10: Alien Force - Vilgax (2009-2010, zeven afleveringen)
- The Batman - Black Mask (2006-2008, drie afleveringen)
- Jericho - Jonah Prowse (2006-2007, vijf afleveringen)
- Justice League - Carter Hall (2001-2006, vier afleveringen)
- North Shore - Vincent Colville (2004-2005, 21 afleveringen)
- Battlestar Galactica - Meier (2005, twee afleveringen)
- The Grid - Hudson 'Hud' Benoit (2004, twee afleveringen)
- Sex and the City - Richard Wright (2001-2004, twaalf afleveringen)
- Third Watch - Det. Madjanski (2002, vier afleveringen)
- The Huntress - Tiny Bellows (2000-2001, 29 afleveringen)
- 7th Heaven - James Carver (2001, twee afleveringen)
- Total Security - Frank Cisco (1997, dertien afleveringen)